# Batalla d'Auerstedt
La batalla d'Auerstedt va oposar a l'exèrcit prussià contra part de l'exèrcit francès conduït per Louis Nicolas Davout el 14 d'octubre de 1806, paral·lelament a la batalla de Jena, que va tenir lloc en la mateixa data.
El 14 d'octubre de 1806, l'exèrcit prussià, una referència a Europa durant mig segle, va ser derrotat en dues batalles simultànies. El Mariscal Davout, al comandament de l'ala dreta de l'exèrcit francès, es va enfrontar als prussians en Auerstaedt, mentre l'Emperador Napoleó ho feia a Jena.
L'Emperador va conduir la campanya amb l'objectiu de prendre Berlín. Després d'una trobada en Saalfeld, va seguir perseguint a l'exèrcit prussià. Pensant que aquest es trobava en Weimar, retirant-se cap a Leipzig, va accelerar la marxa per enfrontar a Jena. Els seus exploradors li van indicar que arribarien als prussians durant el dia 13 d'octubre. Napoleó va pensar que tenia davant seu al gruix de l'exèrcit prussià. La nit del 13 al 14, va enviar a Davout endavant per enfrontar al flanc dret de l'exèrcit prussià i conduir-los a terreny obert, on el gruix de la tropa francesa poguessin enfrontar amb major eficàcia.
Davout s'enfronta llavors al que era en realitat un fortíssim cos d'exèrcit amb més de 60.000 homes, contra els 26.000 del mariscal francès. No obstant això, fent gala d'uns coneixements tàctics molt superiors, va contenir a les forces sota el comandament de Carles Guillem Ferran (duc de Brunsvic), que va morir en aquesta acció. En la posterior contraofensiva francesa, aquest exèrcit prussià, ara sota el comandament del mateix Rei Frederic Guillem, és derrotat.
Aquesta derrota, al costat de la de la batalla de Jena, significa per a Prússia la fi de la guerra, l'ocupació del territori nacional per les tropes franceses, la presa de Berlín i la renúncia a importants possessions territorials, mitjançant el Tractat de Tilsit.